# 349 (عدد)
349 (ثلاثمائة وتسعة وأربعون ) هو عدد صحيح  يلي العدد 348 ويسبق العدد 350 وهو عدد طبيعي موجب.

## في الرياضيات

### خصائص
- 349 عدد فردي
- 349 عدد أولي
- 349 عدد ناقص